# Ольгинский храм (Киев)
Храм святой княгини Ольги — православный храм на Печерской площади в Киеве, построенный в 1837—1839 годах и снесённый в 1936 году.

## История
Печерская базарная площадь была сформирована при перепланировке Печерска в 1830-х годах. В северо-западной части площади в 1837 году было начато возведение каменного храма с колокольней. Освящён храм был 8 октября 1839 года в честь киевской княгини Ольги. Здание представляло собой однонефный храм в русско-византийском стиле. Церковь имела два алтаря — Святой Ольги и Святого Михаила; рядом стоял дом причта. В 1885 году к церкви была пристроена колокольня.
После 1926 года, когда была закрыта Киево-Печерская лавра, службы какое-то время продолжались в Ольгинской церкви. После того как столица Украинской ССР была перенесена в Киев в 1934 году, рассматривалось несколько вариантов устройства главных площадей города. Печерская площадь рассматривалась среди кандидатов на реконструкцию, поэтому в 1935 году Ольгинская церковь была закрыта. До сноса в 1936 году использовалась как общежитие.
В 2004—2010 годах в городе была построена новая церковь Святой Ольги, но не на Печерске, а на Левобережье.
Церковь Святой Ольги изображена на картине Николая Пимоненко «Выход из церкви в Страстной четверг» (1887). Впрочем, по мнению некоторых искусствоведов, в частности, Виктора Вечерского, прообразом церкви с картины стала Анастасиевская церковь в Глухове, уроженцем которого был Николай Мурашко, учитель Пимоненко.
- «Выход из церкви в Страстной четверг», картина Н. Пимоненко (1887)